# Trực Lệ
Trực Lệ (phồn thể: 直隸; giản thể: 直隶; Wade–Giles: Chih-li) là một khu vực hành chính ở Trung Quốc, tồn tại từ thời nhà Minh (1368–1644) đến khi bị giải thể vào năm 1928.
Trực Lệ nghĩa là "trực tiếp bị kiểm soát" và biểu thị cho vùng đất nằm dưới quyền kiểm soát trực tiếp của triều đình trung ương Trung Hoa. Danh xưng Trực Lệ bắt đầu được sử dụng từ năm 1364 dưới thời Tiểu Minh Vương Hàn Lâm Nhi, lúc đó là giản xưng của Trung thư tỉnh. Đến thời Minh, danh xưng Trực Lệ được chính thức sử dụng để chỉ khu vực kinh đô với Ứng Thiên phủ là trung tâm. Năm 1421, Minh Thành Tổ dời đô về Bắc Bình, sau đó đổi tên thành Bắc Kinh.
Dưới thời nhà Thanh, Nam Kinh mất vai trò là "kinh đô thứ 2", và Nam Trực Lệ trở thành tỉnh Giang Nam, còn Bắc Trực Lệ trở thành tỉnh Trực Lệ. Vào thế kỷ 18, ranh giới tỉnh Trực Lệ được vẽ lại và trải rộng trên lãnh thổ Bắc Kinh, Thiên Tân cùng các tỉnh Hà Bắc, Tây Liêu Ninh, bắc Hà Nam và một số vùng thuộc Nội Mông ngày nay. Năm 1928, chính phủ Trung Hoa Dân Quốc tách một số phần phía bắc của Trực Lệ sang các tỉnh lân cận, và phần còn lại đổi tên thành Hà Bắc.

## Lịch sử

### Hồng Vũ đế thiết lập Trực Lệ
Bài chi tiết: Nam Trực Lệ
Minh Hồng Vũ nguyên niên (1368), nhà Minh lập thủ đô tại Ứng Thiên phủ (Hồng Vũ năm thứ 11 (1378) gọi là kinh sư, đến thời Vĩnh Lạc sửa thành Nam Kinh, phạm vi ngày nay tại thành phố Nam Kinh). Ban đầu nhà Minh theo chế độ hành chính thời Nguyên, khu vực xung quanh kinh thành là Trung Thư tỉnh, các địa phương khác là Hành Trung thư tỉnh.
Hồng Vũ năm thứ 13 (1380), thừa tướng Hồ Duy Dung bị xử tử, triều đình bãi bỏ Trung Thư tỉnh, các phủ châu xung quanh Ứng Thiên phủ được triều đình trực tiếp quản lý, gọi là "Trực Lệ".
Vĩnh Lạc năm thứ 18 (1421), triều đình dời đô về Bắc Kinh, Trực Lệ được gọi là "Nam Trực Lệ", do Nam Kinh Lục bộ trực tiếp quản lý. Địa phận ngày nay thuộc các tỉnh An Huy, Giang Tô và thành phố Thượng Hải.

### Vĩnh Lạc đế thiết lập Bắc Trực Lệ
Bài chi tiết: Bắc Trực Lệ
Vĩnh Lạc năm thứ 18 (1421), triều đình dời đô đến Bắc Kinh Thuận Thiên phủ (trước đây là Bắc Bình phủ), Bắc Bình đổi tên thành Bắc Trực Lệ, gọi tắt là Bắc Trực, toàn bộ cơ quan tam ty đều bãi bỏ. Địa phận ngày nay thuộc thành phố Bắc Kinh, Thiên Tân, đại bộ phận tỉnh Hà Bắc cùng một phần nhỏ các tỉnh Hà Nam, Sơn Đông.

### Nhà Thanh bãi bỏ Lưỡng Trực Lệ
Bài chi tiết: Trực Lệ tỉnh, Giang Nam tỉnh

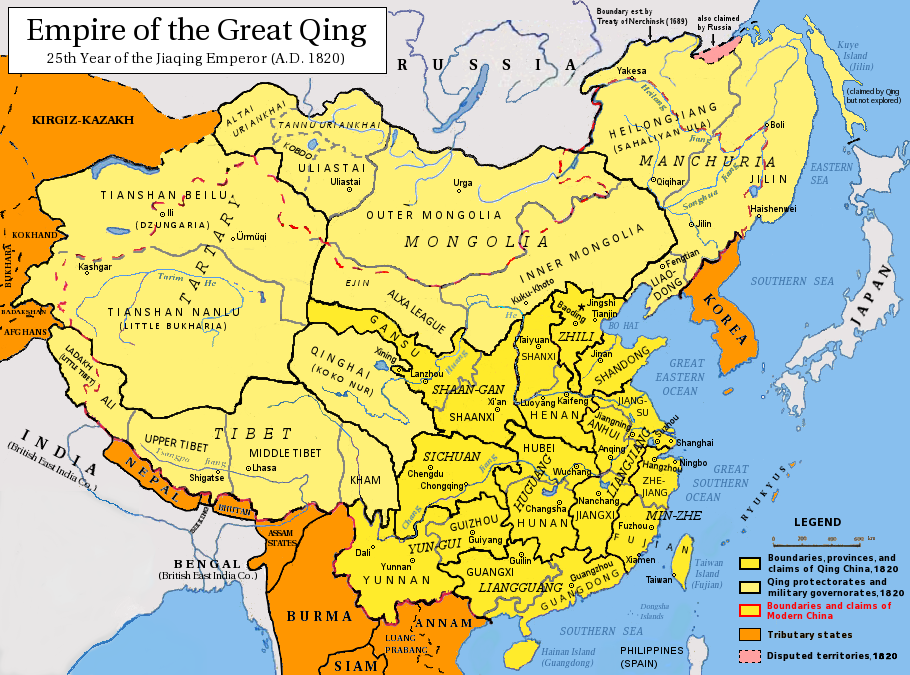
Bản đồ Trung Quốc vào năm 1820.

Sau khi quân Thanh nhập quan, Nam Trực Lệ đổi tên thành Giang Nam tỉnh (năm 1764 tách thành 2 tỉnh An Huy và Giang Tô), Bắc Trực Lệ đổi thành Trực Lệ tỉnh.